# ひつまぶし
ひつまぶし（櫃まぶし）とは、ウナギの蒲焼を用いた日本の郷土料理である。

## 概要
蒲焼にしたウナギの身を切り分けた上で、お櫃などに入れたご飯に乗せ（まぶし）たものを、食べる側が茶碗などに取り分けて食べるのが基本的なスタイルであり、これが料理名の由来（由来には異説もあり。後述）となっている。一般的にワサビや刻み海苔・刻みネギなどの薬味、出汁やお茶などが添えられて提供され、それらを食べる側の好みに合わせて取り分けた鰻飯にかけたり、お茶漬けにすることにより、味の変化を楽しみながら食べることができる。

## 歴史

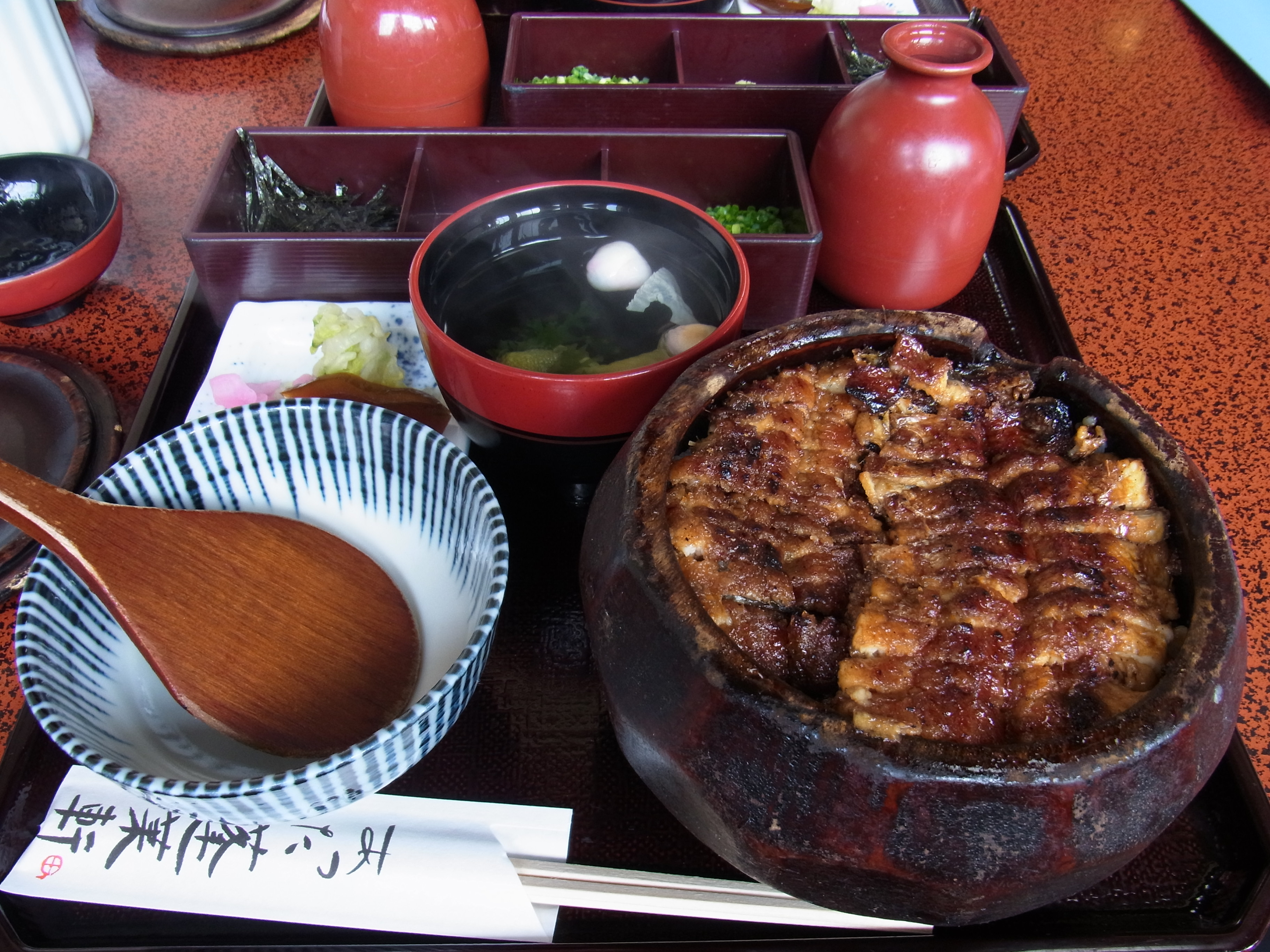
あつた蓬莱軒のひつまぶし

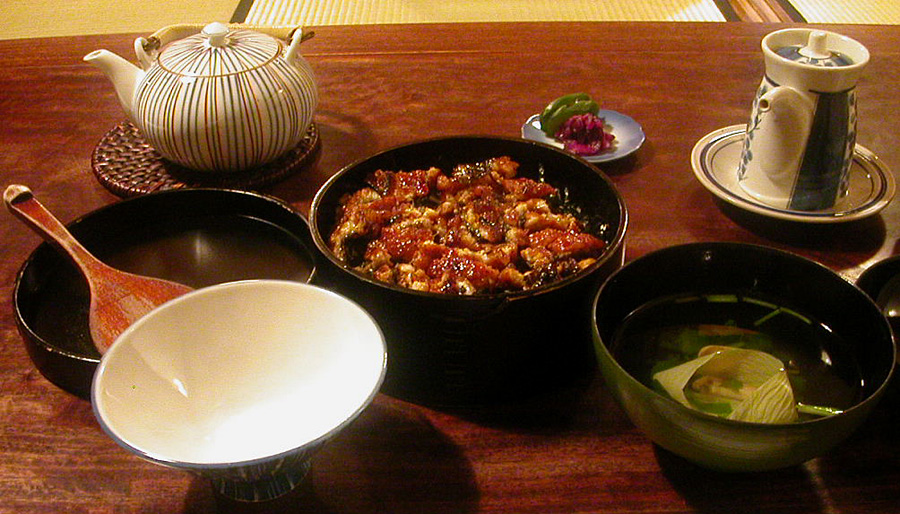
いば昇のひつまぶし

この料理の成り立ちについては諸説あり、正確にはわかっていない。蒲焼のうち、型崩れしていたり切れ端の部分を勿体ないからとご飯に乗せて客に提供したものが始まりだという説が紹介されたこともあるが、その始まりの時期が、まだウナギの養殖が始まる前の質にバラつきがあった頃（明治時代以前）であるとされていたり、第二次世界大戦後の食糧難の時代であるとされていたりと、はっきり特定されていない。当時の文献としては1964年（昭和39年）に創元社より発行された『名古屋味覚地図』の「いば昇」の項に「櫃まぶし」の記述が確認できる。

### 名古屋市発祥説
発祥店を名乗る店としては、愛知県名古屋市熱田区の「あつた蓬莱軒」や錦三丁目の「いば昇」があるが、ひつまぶしの成立時期を、「あつた蓬莱軒」は明治時代、「いば昇」は大正時代であったとしており、こちらも相違が見られる。ひつまぶしの成立に関して「あつた蓬莱軒」は、当時鰻飯を1人前ずつ瀬戸物の丼に盛って提供していたが、出前が多かったことに加え、出前持ちが出前を下げに行く際に空の丼を割って戻ってくることが頻繁にあったため、器を大きめで割れにくい木の器（お櫃）にし、かつ複数人分をその器に盛って取り分けるようにしたのが始まりであるとしている。

### 津市発祥説
三重県津市の明治8年創業の店によると、うなぎの養殖が始まる前は天然うなぎを使っており、大きさが不揃いで太いものは硬く客に提供できるものではなく、廃棄するのももったいないということで、焼いて細かく刻んでまかないにしたという。手早く焼くと臭いが残るため、薬味を入れ、お茶漬けにもしたのだろうと推測している。以上から当時はしかたなく食べるものであったという。メニューとしては名古屋で提供されていることを聞きつけた店主によって昭和50年頃から提供を始めており、津市内の複数の店舗もひつまぶしの問い合わせから提供を開始したという。

## 商標
「ひつまぶし」は1987年に商標登録されており、2021年現在も維持されている。しかし、現在うなぎ料理の名「ひつまぶし」は一般的な名称である。商品・役務（サービス）の出所を示す商標としての識別力は高くない。後発的に商標の普通名称化が起きた場合、商標登録は取り消されないが、その効力が制限される。同様に、「ひつまぶし」の名の使用すべてを一律に商標権の侵害とすることは認められず、個別事情によって判断されると考えられる。

### 経緯
ひらがな5文字での「ひつまぶし」表記は、「株式会社蓬莱軒（あつた蓬莱軒）」の登録商標として1987年（昭和62年）11月20日登録された。商標区分は第29類（動物性の食品及び加工した野菜その他の食用園芸作物）と第30類（加工した植物性の食品及び調味料）である。当時の商標登録は商品のみを対象とし、役務（サービス）は対象外であった。
「株式会社蓬莱軒」は、役務の区分である第43類（飲食物の提供）についても、「ひつまぶし」を出願した。しかし、第43類については拒絶査定が下された。
- 「ひつまぶし」がサービスの質等を表示するものとしての識別機能を有しない。
- 「『ひつまぶし』の文字を一部に含む商標」について、他の複数の権利者が登録している。

上記審決の不服を争う2008年6月9日確定の審決でも拒絶査定が維持された。
この審決で、
- ひつまぶしの名称は鰻料理を提供する飲食店における料理名として一般的に使用されている。
- 「あつた蓬莱軒」がこれまで名称を使用し、商品においては既に取得している商標登録があっても、役務（サービス）である第43類においては主張は採用されない

とされた。
この結果、「ひつまぶし」という名称の料理の飲食店での提供については、これを商標権の侵害としないことが確定した。

## 食べ方
ひつまぶしの食べ方は客の自由に任せられるが、店によって推奨される食べ方がメニュー表や公式サイト等に掲載されていることが多い。「あつた蓬莱軒」では以下の方法を推奨している。
1. お櫃の中のご飯を、しゃもじで十字に4等分する。
2. 分けられたご飯の1/4を茶碗によそい、普通の鰻飯として食べる。
3. 次の1/4をよそい、薬味のネギ、ワサビ、海苔などを好みに応じてかけ、混ぜて食べる。
4. さらに次の1/4をよそい、出汁や煎茶を注ぎ、お茶漬けのようにして食べる。
5. 最後の1/4は、上記3つのうち最も気に入った食べ方で食べる。

なお、他の店舗でも基本的に上記2～4の3つを挙げていることが多い。

## 由来
ひつまぶしという名の由来には、いくつかの仮説が挙げられている。
- 「お櫃」のご飯にウナギの蒲焼を「まぶす」を語源とする説[11]。
- 関西地方周辺では元来、うな丼のことを「まむし」あるいは「まぶし」と呼んでいた[12]ため、「お櫃に入れたまぶし」の意とする説。ただし、この説は名古屋周辺では「まぶす」を「まむす」ということから京阪地方の「まむし」は無関係であるとの見解がある[11]。なお、「まむし」「まぶし」自体の語源については、「まぶす」の外にも「間蒸し」「飯（まま）蒸し」「鰻飯（まんめし）」の転訛説などがある。[要出典]